# Juan Jugo Larrauri
Juan Jugo Larrauri (Galdácano, Vizcaya, 15 de marzo de 1920-Zaragoza, 13 de octubre de 2007) fue un futbolista español que jugaba en la demarcación de defensa. Sus mayores éxitos fueron con el Real Oviedo y Real Zaragoza. Siendo jugador carbayón debutó con la selección de fútbol de España.

## Selección nacional
Jugó un partido con la selección de fútbol de España. Lo disputó el 23 de junio de 1946 en calidad de amistoso contra Irlanda, con un marcador final de 0-1 a favor del combinado irlandés tras el gol de Paddy Sloan.

## Clubes

### Como futbolista
| Club               | País   | Año       | Partidos | Goles |
| ------------------ | ------ | --------- | -------- | ----- |
| C.D. Galdácano     | España | 1942-1943 |          |       |
| C.D. Sabadell C.F. | España | 1943-1945 | 47       | 0     |
| Real Oviedo C.F.   | España | 1945-1949 | 25       | 0     |
| Real Zaragoza C.D. | España | 1949-1954 | 130      | 0     |

### Como entrenador
| Club                           | País   | Año       |
| ------------------------------ | ------ | --------- |
| Real Zaragoza C.D. Aficionados | España | 1958-1959 |
| Real Zaragoza C.D. Aficionados | España | 1966-1967 |
| Real Zaragoza C.D. (interino)  | España | 1971      |